# 웰니스 고호쿠
웰니스 고호쿠(일본어: ウェルネス湖北)는 시마네현 마쓰에시에 본사를 둔 드러그스토어 연쇄점인 드럭스토어 웰니스(ドラッグストアウェルネス)에서 전개되었던 기업이다. 이 업체는 1990년 3월 6일 정식으로 설립, 업종은 소매업이다. 자본금은 1,000만 엔이며, 매출은 120억 엔의 규모를 가지고 있다. 종업원 수는 630명으로, 주요 주주는 쓰루하 홀딩스가 100% 참가하고 있다. 주된 사업 영역을 가진 지역은 시마네현, 돗토리현, 효고현 등 3개의 현 지역에서만 사업을 전개하고 있어, 본래 이 업체가 얼마 못가 쓰루하 홀딩스의 완전 자회사가 되었으나, 이온 그룹이 2009년부터 해피콤에 참여한 것을 계기로 이온 그룹의 계열사로 편입된 상태이다. 주요 취급 품목은 의약품과 화장품을 위주로 한다.

## 사업소
- 본부 : 시마네현 마쓰에시 노시라초 511
- 물류센터 : 돗토리현 요나고시 가와사키 3303-1